# Lago Topozero
El lago Topozero (del ruso: Топозеро); en finés: Tuoppajärvi es un gran lago de agua dulce situado al noroeste de Rusia, en la República de Carelia. Tiene una superficie de 986 km², 75,3 km de largo y 30,3 km de ancho. El lago tiene  más de 100 islas. La pesca y el transporte de maderas son los recursos más importantes en el lago.
- Datos: Q709323
- Multimedia: Lake Topozero / Q709323